# Unidos do Japuíba
O Grêmio Recreativo Escola de Samba Unidos do Japuíba é uma escola de samba do carnaval de Cachoeiras de Macacu.

## História
A escola já foi homenageada pela ALERJ durante seus 20 anos, após requerimento feito pelo deputado Farid Abrão David
Durante sua existência, nunca deixou de desfilar no carnaval de Japuíba, já tendo se apresentado em Papucaia, Parque Ribeira, Cachoeiras, Faraó, Guapiaçu, Castália e Maraporã. Fora do município, em Trajano de Moraes, Alcântara (São Gonçalo) e Rio de Janeiro na quadra da Tradição. José de Oliveira Castro (Zezinho), é o presidente desde 1981